# Cadillac Celestiq
Cadillac Celestiq är en eldriven lyxbil, som den amerikanska biltillverkaren Cadillac presenterade i oktober 2022.
Leveranserna av Cadillacs lyxiga elbil beräknas starta under 2023. Räckvidden uppges vara 480 km och priset startar på $300 000.